# Frontiniella surstylata
Frontiniella surstylata là một loài ruồi trong họ Tachinidae.